# Tennislife Cup 2008
Il Tennislife Cup 2008 è stato un torneo di tennis facente parte della categoria ATP Challenger Series nell'ambito dell'ATP Challenger Series 2008. Il torneo si è giocato a Napoli in Italia dal 22 al 28 settembre 2008 su campi in terra rossa e aveva un montepremi di €42 500+H.

## Vincitori

### Singolare
Tomas Tenconi ha battuto in finale  Lamine Ouahab con il punteggio di 6(6)–7, 6–3, 6–1

### Doppio
Leonardo Azzaro /  Alessandro Motti hanno battuto in finale  Ismar Gorcic /  Antonio Maiorano con il punteggio di 6(5)–7, 6–3, [10–7]